# Orlando Pizzolato
Orlando Pizzolato (ur. 30 lipca 1958 w Thiene) – włoski lekkoatleta, specjalizujący się w biegach długodystansowych, przede wszystkim w maratonie, uczestnik letnich igrzysk olimpijskich w Seulu (1988).
W 1992 wystartował w rozegranych we Frankfurcie mistrzostwach świata w duathlonie, zajmując 41. miejsce.

## Sukcesy sportowe
| Rok  | Miasto    | Zawody                      | Konkurencja     | Wynik         |
| ---- | --------- | --------------------------- | --------------- | ------------- |
| 1984 | Nowy Jork | Maraton Nowojorski          |                 | 1. miejsce    |
| 1985 | Nowy Jork | Maraton Nowojorski          |                 | 1. miejsce    |
| 1985 | Kobe      | letnia uniwersjada          | bieg maratoński | złoty medal   |
| 1986 | Stuttgart | mistrzostwa Europy          | bieg maratoński | srebrny medal |
| 1986 | Boston    | maraton bostoński           |                 | 3. miejsce    |
| 1987 | Rzym      | mistrzostwa świata          | bieg maratoński | 6. miejsce    |
| 1988 | Seul      | letnie igrzyska olimpijskie | bieg maratoński | 16. miejsce   |
| 1988 | Wenecja   | maraton wenecki             |                 | 1. miejsce    |

## Rekordy życiowe
- bieg na 5000 metrów – 13:45,00 – Ferrara 02/07/1983
- bieg na 10 000 metrów – 28:22,90 – Bolonia 22/06/1983
- bieg maratoński – 2:10:23 – Hiroszima 14/08/1985